# 環境大臣
環境大臣（かんきょうだいじん、英: Minister of the Environment）は、日本の環境省の長および主任の大臣たる国務大臣。通称は環境相。
2001年の中央省庁再編でそれまでの環境庁が環境省に昇格。長の職名が環境庁長官から環境大臣となった。

## 概説
環境行政を総合的に所管する国務大臣。具体的な職務としては環境基本計画の策定、環境保全、地球温暖化対策、公害対策、農薬対策などがある。 
環境大臣としての在任日数が最も長いのが小池百合子（1100日）であり、第1次小泉第2次改造内閣で入閣して以降、第3次小泉改造内閣まで約3年間務めていた。　

## 歴代の環境大臣（長官）
- 補職辞令のある再任（新内閣発足時）は新たな代として記載し、辞令のない留任（内閣改造時）は記載しない。
- 他の大臣による臨時代理等は、組閣遅延、死亡等による空位の場合のみ記載し、海外出張、病気等の一時不在代理は記載しない。
- 初代環境庁長官は山中貞則であるが、4日後の内閣改造までの暫定的な在任であったため、報道、資料等では第2代長官の大石武一を事実上の「初代長官」と扱うことがある。
- 宇野内閣の山崎竜男長官から福田康夫内閣の鴨下一郎大臣まで（一時代理を務める大臣を除く。）は、別途「地球環境問題に対応するための施策を政府一体となって円滑に推進するため行政各部の所管する事務の調整を担当させる」との特命事項の辞令を内閣総理大臣から受けている。これは地球環境問題に関する部署が環境省だけでなく、外務、農林水産、経済産業、国土交通等の各省にもあるため、首相からの辞令を発することで、これらの間の総合調整の主導権が環境大臣（長官）たる国務大臣にあることを示す牽制的な意図があるものと解されている。なお、この特命事項は環境大臣（長官）職に対してでなく、より広汎な職権を持つ国務大臣職に対しての辞令となっている。福田康夫改造内閣の斉藤鉄夫大臣以降はこの辞令が発せられていない。
- 内閣欄については、新首相任命による次数のみ区別し、改造の次数は区別しない（表の構成・記述が輻輳し煩雑になるため）。

### 国務大臣環境庁長官
| 代 | 氏名        | 氏名       | 内閣                        | 在任期間                        | 兼務等                                                                          | 政党等                |
| -- | ----------- | ---------- | --------------------------- | ------------------------------- | ------------------------------------------------------------------------------- | --------------------- |
| 1  |             | 山中貞則   | 第3次佐藤内閣               | 1971年7月1日 - 1971年7月5日     | 総理府総務長官                                                                  | 自由民主党            |
| 2  |             | 大石武一   | 第3次佐藤内閣               | 1971年7月5日 - 1972年7月7日     |                                                                                 | 自由民主党            |
| 3  |             | 小山長規   | 第1次田中角栄内閣           | 1972年7月7日 - 1972年12月22日   |                                                                                 | 自由民主党            |
| 4  |             | 三木武夫   | 第2次田中角栄内閣           | 1972年12月22日 - 1974年7月12日  | 副総理 後に内閣総理大臣                                                         | 自由民主党            |
| 5  |             | 毛利松平   | 第2次田中角栄内閣           | 1974年7月12日 - 1974年12月9日   |                                                                                 | 自由民主党            |
| 6  |             | 小澤辰男   | 三木内閣                    | 1974年12月9日 - 1976年9月15日   |                                                                                 | 自由民主党            |
| 7  |             | 丸茂重貞   | 三木内閣                    | 1976年9月15日 - 1976年12月24日  |                                                                                 | 自由民主党            |
| 8  |             | 石原慎太郎 | 福田赳夫内閣                | 1976年12月24日 - 1977年11月28日 |                                                                                 | 自由民主党            |
| 9  |             | 山田久就   | 福田赳夫内閣                | 1977年11月28日 - 1978年12月7日  |                                                                                 | 自由民主党            |
| 10 |             | 上村千一郎 | 第1次大平内閣               | 1978年12月7日 - 1979年11月9日   |                                                                                 | 自由民主党            |
| 11 |             | 土屋義彦   | 第2次大平内閣               | 1979年11月9日 - 1980年7月17日   |                                                                                 | 自由民主党            |
| 12 |             | 鯨岡兵輔   | 鈴木善幸内閣                | 1980年7月17日 - 1981年11月30日  |                                                                                 | 自由民主党            |
| 13 |             | 原文兵衛   | 鈴木善幸内閣                | 1981年11月30日 - 1982年11月27日 |                                                                                 | 自由民主党            |
| 14 |             | 梶木又三   | 第1次中曽根内閣             | 1982年11月27日 - 1983年12月27日 |                                                                                 | 自由民主党            |
| 15 |             | 上田稔     | 第2次中曽根内閣             | 1983年12月27日 - 1984年11月1日  |                                                                                 | 自由民主党            |
| 16 |             | 石本茂     | 第2次中曽根内閣             | 1984年11月1日 - 1985年12月28日  |                                                                                 | 自由民主党            |
| 17 |             | 森美秀     | 第2次中曽根内閣             | 1985年12月28日 - 1986年7月22日  |                                                                                 | 自由民主党            |
| 18 |             | 稻村利幸   | 第3次中曽根内閣             | 1986年7月22日 - 1987年11月6日   |                                                                                 | 自由民主党            |
| 19 |             | 堀内俊夫   | 竹下内閣                    | 1987年11月6日 - 1988年12月27日  |                                                                                 | 自由民主党            |
| 20 |             | 青木正久   | 竹下内閣                    | 1988年12月27日 - 1989年6月3日   |                                                                                 | 自由民主党            |
| 21 |             | 山崎竜男   | 宇野内閣                    | 1989年6月3日 - 1989年8月10日    | 1989年7月11日以降、地球環境問題担当（以降、福田康夫内閣の鴨下一郎大臣まで同様） | 自由民主党            |
| 22 |             | 森山眞弓   | 第1次海部内閣               | 1989年8月10日 - 1989年8月25日   |                                                                                 | 自由民主党            |
| 23 |             | 志賀節     | 第1次海部内閣               | 1989年8月25日 - 1990年2月28日   |                                                                                 | 自由民主党            |
| 24 |             | 北川石松   | 第2次海部内閣               | 1990年2月28日 - 1990年12月29日  |                                                                                 | 自由民主党            |
| 25 |             | 愛知和男   | 第2次海部内閣               | 1990年12月29日 - 1991年11月5日  |                                                                                 | 自由民主党            |
| 26 |             | 中村正三郎 | 宮澤内閣                    | 1991年11月5日 - 1992年12月12日  |                                                                                 | 自由民主党            |
| 27 |             | 林大幹     | 宮澤内閣                    | 1992年12月12日 - 1993年8月9日   |                                                                                 | 自由民主党            |
| 28 |             | 廣中和歌子 | 細川内閣                    | 1993年8月9日 - 1994年4月28日    |                                                                                 | 公明党                |
| -  |             | 羽田孜     | 羽田内閣                    | 1994年4月28日                   | 内閣総理大臣による環境庁長官事務取扱（地球環境問題担当辞令なし）                | 新生党                |
| 29 |             | 浜四津敏子 | 羽田内閣                    | 1994年4月28日 - 1994年6月30日   |                                                                                 | 公明党                |
| 30 |             | 櫻井新     | 村山内閣                    | 1994年6月30日 - 1994年8月14日   |                                                                                 | 自由民主党            |
| 31 |             | 宮下創平   | 村山内閣                    | 1994年8月14日 - 1995年8月8日    |                                                                                 | 自由民主党            |
| 32 |             | 大島理森   | 村山内閣                    | 1995年8月8日 - 1996年1月11日    |                                                                                 | 自由民主党            |
| 33 |             | 岩垂寿喜男 | 第1次橋本内閣               | 1996年1月11日 - 1996年11月7日   |                                                                                 | 日本社会党→社会民主党 |
| 34 |             | 石井道子   | 第2次橋本内閣               | 1996年11月7日 - 1997年9月11日   |                                                                                 | 自由民主党            |
| 35 |             | 大木浩     | 第2次橋本内閣               | 1997年9月11日 - 1998年7月30日   |                                                                                 | 自由民主党            |
| 36 |             | 真鍋賢二   | 小渕内閣                    | 1998年7月30日 - 1999年10月5日   |                                                                                 | 自由民主党            |
| 37 |             | 清水嘉与子 | 小渕内閣                    | 1999年10月5日 - 2000年4月5日    |                                                                                 | 自由民主党            |
| 38 | 第1次森内閣 | 清水嘉与子 | 2000年4月5日 - 2000年7月4日 |                                 |                                                                                 | 自由民主党            |
| 39 |             | 川口順子   | 第2次森内閣                 | 2000年7月4日 - 2001年1月5日     |                                                                                 | 民間                  |

### 環境大臣
| 代 | 氏名          | 氏名       | 内閣                                         | 在任期間                                                        | 兼務等 | 政党等     |
| -- | ------------- | ---------- | -------------------------------------------- | --------------------------------------------------------------- | --- | ---------- |
| 1  |               | 川口順子   | 第2次森内閣                                  | 2001年1月6日 - 2001年4月26日                                    | | 民間       |
| 2  | 第1次小泉内閣 | 川口順子   | 2001年4月26日 - 2002年2月8日                 | 外務大臣（2002年2月1日以降）                                    | | 民間       |
| 3  |               | 大木浩     | 第1次小泉内閣                                | 2002年2月8日 - 2002年9月30日                                    | | 自由民主党 |
| 4  |               | 鈴木俊一   | 第1次小泉内閣                                | 2002年9月30日 - 2003年9月22日                                   | | 自由民主党 |
| 5  |               | 小池百合子 | 第1次小泉内閣                                | 2003年9月22日 - 2003年11月19日                                  | | 自由民主党 |
| 6  | 第2次小泉内閣 | 小池百合子 | 2003年11月19日 - 2005年9月21日               | 内閣府特命担当大臣（沖縄及び北方対策担当）（2004年9月27日以降） | | 自由民主党 |
| 7  | 第3次小泉内閣 | 小池百合子 | 2005年9月21日 - 2006年9月26日                | 内閣府特命担当大臣（沖縄及び北方対策担当）                      | | 自由民主党 |
| 8  |               | 若林正俊   | 第1次安倍内閣                                | 2006年9月26日 - 2007年8月27日                                   | 農林水産大臣臨時代理（2007年5月28日から6月1日まで・死亡欠員のため） 農林水産大臣（2007年8月1日以降）                                                                                         | 自由民主党 |
| 9  |               | 鴨下一郎   | 第1次安倍内閣                                | 2007年8月27日 - 2007年9月26日                                   | | 自由民主党 |
| 10 | 福田康夫内閣  | 鴨下一郎   | 2007年9月26日 - 2008年8月2日                 |                                                                 | | 自由民主党 |
| 11 |               | 齊藤鐵夫   | 福田康夫改造内閣                             | 2008年8月2日 - 2008年9月24日                                    | 以降、地球環境問題担当辞令なし | 公明党     |
| 12 | 麻生内閣      | 齊藤鐵夫   | 2008年9月24日 - 2009年9月16日                |                                                                 | | 公明党     |
| 13 |               | 小沢鋭仁   | 鳩山由紀夫内閣                               | 2009年9月16日 - 2010年6月8日                                    | | 民主党     |
| 14 | 菅直人内閣    | 小沢鋭仁   | 2010年6月8日 - 2010年9月17日                 |                                                                 | | 民主党     |
| 15 |               | 松本龍     | 菅直人第1次改造内閣 菅直人第2次改造内閣      | 2010年9月17日 - 2011年6月27日                                   | 内閣府特命担当大臣（防災担当） | 民主党     |
| 16 |               | 江田五月   | 菅直人第2次改造内閣                          | 2011年6月27日 - 2011年9月2日                                    | 法務大臣 | 民主党     |
| 17 |               | 細野豪志   | 野田内閣 野田第1次改造内閣 野田第2次改造内閣 | 2011年9月2日 - 2012年10月1日                                    | 内閣府特命担当大臣（原子力損害賠償支援機構担当） （2011年10月3日まで） 内閣府特命担当大臣（原子力行政担当） （2011年10月3日以降） 内閣府特命担当大臣（原子力防災担当） （2012年9月19日以降） | 民主党     |
| 18 |               | 長浜博行   | 野田第3次改造内閣                            | 2012年10月1日 - 2012年12月26日                                  | 内閣府特命担当大臣（原子力防災担当） | 民主党     |
| 19 |               | 石原伸晃   | 第2次安倍内閣                                | 2012年12月26日 - 2014年9月3日                                   | 内閣府特命担当大臣（原子力防災担当） | 自由民主党 |
| 20 |               | 望月義夫   | 第2次安倍改造内閣                            | 2014年9月3日 - 2014年12月24日                                   | 内閣府特命担当大臣（原子力防災担当） | 自由民主党 |
| 21 | 第3次安倍内閣 | 望月義夫   | 2014年12月24日 - 2015年10月7日               |                                                                 | 内閣府特命担当大臣（原子力防災担当） | 自由民主党 |
| 22 |               | 丸川珠代   | 第3次安倍第1次改造内閣                       | 2015年10月7日 - 2016年8月3日                                    | 内閣府特命担当大臣（原子力防災担当） | 自由民主党 |
| 23 |               | 山本公一   | 第3次安倍第2次改造内閣                       | 2016年8月3日 - 2017年8月3日                                     | 内閣府特命担当大臣（原子力防災担当） | 自由民主党 |
| 24 |               | 中川雅治   | 第3次安倍第3次改造内閣                       | 2017年8月3日 - 2017年11月1日                                    | 内閣府特命担当大臣（原子力防災担当） | 自由民主党 |
| 25 | 第4次安倍内閣 | 中川雅治   | 2017年11月1日 - 2018年10月2日                |                                                                 | 内閣府特命担当大臣（原子力防災担当） | 自由民主党 |
| 26 |               | 原田義昭   | 第4次安倍第1次改造内閣                       | 2018年10月2日 - 2019年9月11日                                   | 内閣府特命担当大臣（原子力防災担当） | 自由民主党 |
| 27 |               | 小泉進次郎 | 第4次安倍第2次改造内閣                       | 2019年9月11日 - 2020年9月16日                                   | 内閣府特命担当大臣（原子力防災担当） | 自由民主党 |
| 28 | 菅義偉内閣    | 小泉進次郎 | 2020年9月16日 - 2021年10月4日                |                                                                 | 内閣府特命担当大臣（原子力防災担当） | 自由民主党 |
| 29 |               | 山口壯     | 第1次岸田内閣                                | 2021年10月4日 - 2021年11月10日                                  | 内閣府特命担当大臣（原子力防災担当） | 自由民主党 |
| 30 | 第2次岸田内閣 | 山口壯     | 2021年11月10日 - 2022年8月10日               |                                                                 | 内閣府特命担当大臣（原子力防災担当） | 自由民主党 |
| 31 |               | 西村明宏   | 第2次岸田第1次改造内閣                       | 2022年8月10日 - 2023年9月13日                                   | 内閣府特命担当大臣（原子力防災担当） | 自由民主党 |
| 32 |               | 伊藤信太郎 | 第2次岸田第2次改造内閣                       | 2023年9月13日 - 2024年10月1日                                   | 内閣府特命担当大臣（原子力防災担当） | 自由民主党 |
| 33 |               | 浅尾慶一郎 | 第1次石破内閣                                | 2024年10月1日 - 2024年11月11日                                  | 内閣府特命担当大臣（原子力防災担当） | 自由民主党 |
| 33 | 第2次石破内閣 | 浅尾慶一郎 | 2024年11月11日 -                             |                                                                 | 内閣府特命担当大臣（原子力防災担当） | 自由民主党 |